# Louis Raphaël Bischoffsheim
Pour les articles homonymes, voir Bischoffsheim (homonymie) et Famille Bischoffsheim.
Ne doit pas être confondu avec Raphaël Bischoffsheim ou Jonathan-Raphaël Bischoffsheim.
Louis Raphaël Bischoffsheim, né à Mayence en juin 1800 et mort à Paris le 13 novembre 1873, est un banquier, consul et philanthrope, cofondateur de la Banque de crédit et de dépôt des Pays-Bas, de la Société générale et de la Banque de Paris et des Pays-Bas.

## Biographie
Fils de Raphaël Nathan Bischoffsheim, chef de la communauté juive à Mayence, et d’Hélène Herz Moses Cassel, Louis Raphaël Bischoffsheim est l’aîné d’une fratrie de cinq enfants.
Son père décède du choléra quand il est âgé de 14 ans. En 1816, à seize ans, il interrompt ses études et part à Francfort-sur-le-Main en Allemagne effectuer un apprentissage commercial chez le banquier Hayum Salomon Goldschmidt. Fiancé à dix-sept ans à la fille de ce dernier, Amalia Goldschmidt, il l’épouse le 17 décembre 1821.
Lui et sa famille nouent des alliances matrimoniales et commerciales dans le milieu des banquiers juifs rhénans.
En 1820, il fonde sa maison de banque à Amsterdam. L'année suivante, il accueille son frère Jonathan et lui crée une succursale à Anvers en 1827.
À la suite de l'indépendance de la Belgique, le 4 octobre 1830, il est nommé consul de Belgique à Amsterdam jusqu'en 1848. Pendant cette période, il ouvre en 1840 des succursales de sa banque à Bruxelles et Londres, et fonde en 1846 l'entreprise Bishoffsheim, Goldschmidt & d'Avigdor en association avec le plus jeune de ses beaux-frères, Salomon Hayum Goldschmidt (1814-1898) et le comte Salomon Henri d'Avigdor (1815-1871).
Une fois son mandat de consul terminé en 1848, il part à Paris et y fonde la même année une autre succursale de sa banque. C'est à cette époque qu'il fait la connaissance d'Alphonse Pinard et d'Edouard Hentsch, tous deux à la tête du Comptoir d'escompte de Paris.
En mars 1863, il crée avec Samuel Sarphati la Banque de crédit et de dépôt des Pays-Bas, qui absorbe les maisons Bischoffscheim d'Amsterdam et Anvers, et un peu plus tard l'agence de Bruxelles (1870).
A la même époque, il joue un rôle dans la fondation de la Société générale en 1864 aux côtés d'Alphonse Pinard, Edouard Hentsch et Paulin Talabot, et dans la création de la Banque de Paris et des Pays-Bas en janvier 1872.
Il meurt le 13 novembre 1873 dans l'hôtel Davillier, au 88, rue Neuve-des-Mathurins, et est enterré au cimetière de Montmartre.
Au cours de sa vie, Louis Raphaël Bischoffsheim est administrateur de plusieurs sociétés, notamment les Chemins de fer du Midi (1852), la Banque de l'Hindoustan, de la Chine et du Japon, le Crédit foncier colonial ou encore la Banque franco-égyptienne.
Philanthrope, il donne son nom à deux fondations, la première une bourse finançant des études scientifiques et médicales et la seconde gérant un ouvroir-école pour les jeunes filles pauvres, l'« École de travail », dite « École Bischoffsheim », créé en 1872 rue Castex, près de Bastille et transférée 13, boulevard Bourdon en 1877. Il est élu membre du conseil supérieur de la Société du prince impérial, du Comité central de l'Alliance israélite et président de l'Association philotechnique. En 1866, il installe dans les sous-sols de l'hôtel de l'Athénée, 17 rue Scribe, une salle de théâtre pour des conférences et des concerts, sous la direction de Jules Pasdeloup.
Il a trois enfants avec Amalia Goldschmidt ; une fille, Régina, qui épouse Jules Beer, fils d'un conseiller commercial à la cour de Berlin et neveu du compositeur Meyerbeer, et deux fils, Raphaël (1823-1906), qui épouse une fille d'Émile d'Erlanger banquier à Paris, et Henry (en) (1828-1907) qui se marie à Clarissa Biedermann, fille du joaillier de la cour à Vienne.

## Décorations
- Chevalier de la Légion d'honneur[réf. nécessaire][Quand ?]

### Archives
- Archives historiques de Paribas
- Archives israélites, t. XXXIV, 1er décembre 1873, p. 730-731 KAHN (p. 42-48) ;